# O Trem Perdido

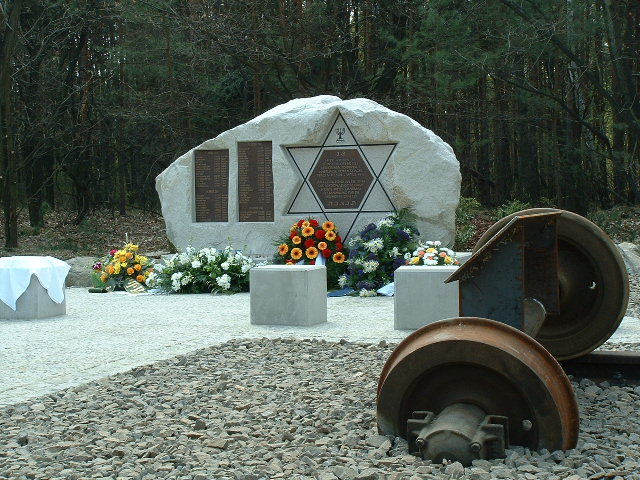
Memorial em Schipkau, onde o trem ficou parado por 2 dias.

O Trem Perdido (em alemão: Verlorener Zug) também conhecido como Trem dos Perdidos (em alemão: Zug der Verlorenen) foi o último dos três trens originais usados para transportar prisioneiros do campo de concentração de Bergen-Belsen nos estágios finais da Segunda Guerra Mundial, quando tropas aliadas se aproximavam da região. Entre 6 e 11 de abril de 1945, três trens de transporte com um total de cerca de 6.800 pessoas, tomados como reféns pela SS, foram embarcados e destinados ao campo de Theresienstadt, na Morávia. 
O último desses três trens, carregado com  2.400 prisioneiros, finalmente parou na estrada aberta perto do município de Tröbitz, depois de cruzar partes desocupadas da Alemanha. Em 23 de abril de 1945, tropas avançadas do Exército Vermelho encontraram o trem e libertaram os prisioneiros dos vagões. Cerca de 200 deles não sobreviveram à viagem. Nas semanas que se seguiram, outras 320 pessoas morreram devido às doenças que se espalhavam sem controle, principalmente o tifo.

## Os três transportes
Em março de 1944, Heinrich Himmler, ordenou que, se o inimigo avançasse nos campos de concentração, eles deveriam ser evacuados sob a orientação dos diretores regionais, dos oficiais da SS e da polícia alemã. Quando as tropas aliadas se aproximavam de uma região, os prisioneiros dos campos de concentração eram forçados pela SS a fazer marchas da morte ou às vezes eram transportados de trem para outros locais. Um dos destinos foi Bergen-Belsen, que logo ficou completamente lotado antes do final da guerra.
Prisioneiros judeus, às vezes com suas famílias inteiras, foram enviados para Bergen-Belsen em 1943 se fossem cidadãos de estados neutros ou inimigos ou tivessem conexões especiais por lá. Quando as tropas britânicas se aproximaram do campo, três trens com cerca de 45 vagões (em parte vagões de passageiros de terceira classe mais antigos, em parte vagões de carga) foram montados para o embarque de 6.800 prisioneiros entre 6 a 11 de abril de 1945. Eles seriam levados para o campo de concentração de Theresienstadt.
Uma evacuação do campo nunca fora planejada. Com o consentimento de Himmler, um acordo de armistício local foi firmado em 12 de abril de 1945 e o campo superlotado foi entregue ao Exército Britânico em 15 de abril de 1945. O primeiro desses transportes, com 2.500 pessoas, partiu da estação em Bergen-Belsen em 6 de abril de 1945. Sua rota corria ao sul e oeste do Elba via Uelzen, Salzwedel e Stendal. Outro transporte com 179 pessoas no dia seguinte foi ligado ao primeiro. Em 13 de abril de 1945, ele foi libertado pelas tropas americanas perto das cidades de Farsleben e Zielitz, perto de Magdeburg.
Um segundo trem de transporte com 1.712 pessoas, no qual havia principalmente judeus húngaros, partiu de Bergen-Belsen em 9 de abril de 1945 e, após uma viagem de duas semanas, chegou ao destino, o campo de concentração de Theresienstadt em 21 de abril de 1945. O campo de concentração de Theresienstadt foi libertado pelo Exército Vermelho em 8 de maio de 1945.

## Cronologia
| Unknown route-map component "uKHSTa" |

| Urban stop on track |

| Urban stop on track |

| Urban stop on track |

| Urban stop on track |

| Urban stop on track |

| Urban stop on track |

| Urban stop on track |

| Urban stop on track |

| Urban stop on track |

| Urban stop on track |

| Urban stop on track |

| Urban stop on track |

| Urban stop on track |

| Urban stop on track |

| Urban stop on track |

| Urban stop on track |

| Urban stop on track |

| Urban stop on track |

| Urban stop on track |

| Unknown route-map component "uBST" |

| Urban stop on track |

| Unknown route-map component "uKHSTe" |

| Unknown route-map component "uKHSTa" |

| Urban stop on track |

| Urban stop on track |

| Urban stop on track |

| Urban stop on track |

| Urban stop on track |

| Urban stop on track |

| Urban stop on track |

| Urban stop on track |

| Urban stop on track |

| Urban stop on track |

| Urban stop on track |

| Urban stop on track |

| Urban stop on track |

| Urban stop on track |

| Urban stop on track |

| Urban stop on track |

| Urban stop on track |

| Urban stop on track |

| Urban stop on track |

| Unknown route-map component "uBST" |

| Urban stop on track |

| Unknown route-map component "uKHSTe" |

### O Trem Perdido
O último desses três trens, com 2.400 pessoas, foi montado em 9 de abril de 1945 na estação do campo com 24 vagões de passageiros de terceira classe mais antigos e 22 vagões de carga e deixou o campo de Bergen-Belsen infestado de tifo na noite de 11 de novembro de 1945, apenas cinco dias antes de sua libertação. No trem estavam judeus, homens, mulheres e crianças, de mais de doze nações.
A jornada por grandes partes evacuadas da Alemanha começou. Ele partiu primeiro para Soltau, Lüneburg e Büchen, depois seguiu em direção a Berlim, onde chegou em 18 de abril de 1945. De Berlim, o trem passou por várias estações ao redor da capital, seguindo para o sul, até Schipkau, onde fez uma escala de dois dias perto da autoestrada Berlim-Dresden. A viagem parecia estar no fim, já que o front oriental estava a apenas 30 quilômetros de distância e tropas aliadas se aproximavam pelo leste.
Nos últimos dias da guerra, o trem percorreu o corredor central da Alemanha, vazio devido aos conflitos. Nesta passagem, ele foi atacado por aviões voando baixo com tiros de metralhadora e bombas, o que também resultou em mortes no trem. O maquinista ordenou então que os vagões fossem cobertos com todos os lençóis e toalhas brancos que pudessem ser encontrados.
Por três vezes, o terceiro trem encontrou com o segundo, cuja rota era idêntica até pouco antes de Berlim: a primeira vez em Lüneburg, depois em Hagenow e em 17 de abril, pouco antes de Berlim. Na noite anterior, o segundo trem foi gravemente danificado em um ataque aéreo, resultando em mais de 50 mortes e cerca de 250 feridos entre seus ocupantes. No terceiro e último trem de transporte, as catastróficas condições sanitárias e higiênicas finalmente levaram a uma epidemia de tifo entre os prisioneiros enfraquecidos e às vezes gravemente doentes. Muitos morreram de doença ou fome durante a viagem. Quando o trem parou, as portas dos vagões foram abertas, os mortos foram descarregados e enterrados junto aos trilhos.
Em 20 ou 21 de abril de 1945, o trem, com bandeiras brancas hasteadas, passou por Tröbitz na direção de Falkenberg/Elster e parou em frente à ponte destruída de Elster, perto da vila de Langennaundorf no quilômetro 101. Em 22 de abril de 1945, 16 mortos foram enterrados lá em uma vala coletiva. Um memorial foi erguido no local em 1989.
Na manhã de 23 de abril de 1945, as tropas que avançavam da 1ª Frente Ucraniana do Exército Vermelho encontraram o transporte não muito longe de Tröbitz no quilômetro 106,7. O trem dividido fora levado para lá no dia anterior com uma pequena locomotiva da Beutersitzer Braunkohlenwerke a pedido da Wehrmacht, já que combates eram esperados na vizinha Reichsstraße 101 e alguns dos guardas já estavam indo na direção da locomotiva que empurrava o trem. Os soldados russos foram apresentados a uma imagem horrível, pois os mortos jaziam entre os sobreviventes em muitos vagões. Vinte e oito pessoas foram enterradas no local. No final, 198 pessoas morreram durante a viagem. 